# Мария Тереза Французская (1746―1748)
Мария Тереза Французская (фр. Marie-Therese de France; 19 июля 1746, Версаль, Королевство Франция — 27 апреля 1748, Версаль, Королевство Франция) — французская принцесса из династии французских Бурбонов, старшая дочь дофина Франции Людовика Фердинанда и его первой жены Марии Терезы Рафаэлы Испанской, внучка французского короля Людовика XV и Марии Лещинской и короля Испании Филиппа V и Изабеллы Фарнезе.

## Биография
Мария Тереза Французская родилась 19 июля 1746 года в семье дофина Людовика Фердинанда (1729—1765) и его первой жены Марии Терезы Рафаэлы Испанской (1726—1746), дочери короля Испании Филиппа V и его жены Изабеллы Фарнезе. Через три дня после рождения принцессы Марии Терезы умерла её мать. Через два года её отец женился вновь на 16-летней Марии Жозефе Саксонской, дочери польского короля Августа III и его жены Марии Йозефы Австрийской.
16-летняя принцесса Мария Жозефа, благодаря своему такту и присутствию духа сумела завоевать любовь всей королевской семьи и, в конечном итоге самого мужа. Её видели горько плачущей на похоронах своей маленькой падчерицы.
Принцесса Мария Тереза внезапно умерла, не дожив до двухлетнего возраста, как считалось в то время, в результате неудачно проистекавшего прорезывания зубов. Смерть маленькой принцессы стала сильнейшей драмой для дофина Людовика, поскольку на тот момент она была его единственным ребёнком. Мария Жозефа Саксонская приказала создать посмертный портрет маленькой принцессы (не сохранился).
Мария Тереза Французская была старшей сводной сестрой последних королей Франции Людовика XVI, Людовика XVIII и Карла Х.